# Augustine Awa Fonka
Augustine Awa Fonka est un haut fonctionnaire camerounais, gouverneur de la région de l'Ouest depuis juin 2014.

## Biographie

### Carrière
Augustine Awa Fonka est le gouverneur de la région de l'ouest au Cameroun,,. Il est nommé et installé en mars 2014.

## Comité d'organisation de la CAN 2021
Augustine Awa Fonka a dirigé le comité local d'organisation de la CAN 2021.
Il supervise les travaux de préparation des infrastructures sportives, tels les Stade omnisports de Bafoussam (Kouekong) et les stades annexes d'entrainement; des équipements routiers et hospitaliers tels le Centre hospitalier régional de Bafoussam.
Il a été observé sur les sites hôteliers et à l'aéroport lors de l'accueil les équipes phares de la compétition telle que la Guinée et le Sénégal et accompagnant personnellement les délégations dans leurs lieux respectifs de logement à la vallée de Bana et au Village vacances de Bangou.